# 訊舟科技
訊舟科技（Edimax Technology）為一家台灣科技公司，專營網路設備設計製造。訊舟科技特色為分公司極多，於荷蘭、英國、德國、法國、西班牙、羅馬尼亞、波蘭、俄羅斯、烏克蘭、巴西、阿根廷、美國、韓國、印度、聖荷西、邁阿密、杜拜、墨爾本、中國大陸、香港等地佈建子公司，為台灣公司少見。公司兼營代工及品牌，兩者佔營收比重分別為65％、35％。
2003年，訊舟科技獲得ISO 9001與ISO 14000認證和台灣精品標章。
2005年訊舟科技取得日本關西電力智慧電表無線模組之訂單，2010年5月出貨，為唯一外部供應商。
2016年12月13日，訊舟科技總部進駐台北市內湖科技園區，舉辦「訊舟科技企業總部」（台北市內湖區新湖一路278號）啟用典禮暨開幕酒會。